# Salon des Indépendants
Salon des Indépendants ("De uafhængiges salon" egentlig Société des Artistes Indépendants) er en kunstnergruppe eller stiftelse som 1884 blev dannet i Paris, og som arrangerede sin egen kunstudstilling under sloganet Sans jury ni récompense ("Ingen jury og ingen præmier"). Blandt stifterne var Albert Dubois-Pillet, Odilon Redon, Georges Seurat og Paul Signac. To år senere åbnede udstilling nummer to. Indtil første verdenskrig medførte en afbrydelse blev der årligt afholdt udstilling, og den blev toneangivende for det nye der skete i Paris' kunstverden. Alle nye retninger blev udstillet og diskuteret. Forårsudstillingen 2007 var den 117. i rækken og afholdt i Espace Champerret.

## Begyndelsen
Under Andet franske kejserrige var de franske kunstneres situation blevet vanskeligere. Blev man ikke støttet af det officielle akademi for maleri og skulptur (Académie de peinture et de sculpture), havde man ikke gode muligheder. Listen over kandidater til den årlige Parisersalon var øgende. Det samme gjaldt listen over afviste. Ingen officielle myndigheder fandt nogen løsning. Kunstnerne ventede i årevis på offentlig støtte, indtil de 1884 lavede deres egen organisation. Gruppen fik lov af kunstministeriet til at arrangere en udstilling, og byen Paris udlånte lokaler. Fra 15. maj til 15. juli blev den første udstilling af "samtidskunst" vist, med over 400 kunstnere og flere end 5000 værker.
"Stiftelsen" blev officielt bekræftet af notaren i Montmorency den 11. juni 1884. Første paragraf i stiftelsens statutter lød:
" ... formålet for 'Société des Artistes Indépendants' – baseret på princippet om at afskaffe bedømmelse – er at give kunstneren frihed til at præsentere sit værk for publikums dom."
Selv med støtte fra højstående politikere og embedsmænd blev begyndelsen vanskeliggjort af folk der betragtede det hele som udklækningsanstalt for revolutionære – og det havde man netop haft erfaring med 1871 i Pariserkommunen.
En anden kunstnergruppe gik længere og fik til en udstilling til fordel for "ofrene for koleraepidemien". Den blev åbnet af byrådslederen i Paris 1. december 1884 – og blev en økonomisk fiasko. Forårsudstillingen 1885 gik noget bedre.

## Pionertiden frem til 1920
Frem til 1920 var der udstillinger af Salon des Indépendants. Blandt de udstillede værker fandtes La baignade à Asnières af Georges Seurat, Den sovende sigøjner af Henri Rousseau, Le Pont d’Austerlitz af Paul Signac og værker af Henri-Edmond Cross, Odilon Redon, Albert Dubois-Pillet, Louis Valtat, Armand Guillaumin og Charles Angrand.
I begyndelsen af 1900-tallet fulgte efterhånden alle de kendte kunstretninger inden for École de Paris ("Pariserskolen"), blandt andet neoimpressionisme, fauvisme, kubisme.

## Efter 1920
Grand Palais blev nu lokaler for udstillingerne. Efter anden verdenskrig blev profilen fornyet blandt andet gennem den nye realisme med navne fra La Jeune Peinture som André Dunoyer de Segonzac, Bernard Buffet, Jean Carzou, Maurice Boitel, Yves Brayer, Aristide Caillaud og Daniel du Janerand.

## Kendte udstillere
- Alexander Archipenko
- Maurice Boitel
- Georges Braque
- Bernard Buffet
- Henri Cadiou
- Jean Carzou
- Marc Chagall
- Giorgio de Chirico
- Georges Dufrénoy
- Alexandra Exter
- Isaac Frenkel Frenel
- Alberto Giacometti
- Pierre Gilou
- Georges Gimel
- Henryk Gotlib
- Andre Houllier
- René Iché
- Vasilij Kandinskij
- Kazimir Malevich
- Henri Matisse
- Vadim Meller
- Joan Miró
- Amedeo Modigliani
- Camilo Mori
- Piet Mondrian
- Jean Monneret, præsident
- Edvard Munch
- Odilon Redon
- Jelka Rosen
- Henri Rousseau
- Paul Signac
- Alfred Sisley
- Léopold Survage
- Amadeo de Souza Cardoso
- Sonia Terk
- Henri de Toulouse-Lautrec (1889)
- Vincent van Gogh (1889 og 1890)
- Edouard Vuillard (1901)